# Curling na Zimskih olimpijskih igrah 2014
Curling na Zimskih olimpijskih igrah 2014.

## Dobitniki medalj

### Po disciplinah
| Disciplina | Zlato                                                                               | Srebro | Bron                                                                                          |
| Moški      | Kanada · Brad Jacobs · Ryan Fry · E. J. Harnden · Ryan Harnden · Caleb Flaxey       | Združeno kraljestvo · David Murdoch · Greg Drummond · Scott Andrews · Michael Goodfellow · Tom Brewster     | Švedska · Niklas Edin · Sebastian Kraupp · Fredrik Lindberg · Viktor Kjäll · Oskar Eriksson   |
| Ženske     | Kanada · Jennifer Jones · Kaitlyn Lawes · Jill Officer · Dawn McEwen · Kirsten Wall | Švedska · Margaretha Sigfridsson · Maria Prytz · Christina Bertrup · Maria Wennerström · Agnes Knochenhauer | Združeno kraljestvo · Eve Muirhead · Anna Sloan · Vicki Adams · Claire Hamilton · Lauren Gray |

### Po državah
| Poz    | Država              | Zlato | Srebro | Bron | Skupaj |
| 1      | Kanada              | 2     | 0      | 0    | 2      |
| 2      | Združeno kraljestvo | 0     | 1      | 1    | 2      |
| 2      | Švedska             | 0     | 1      | 1    | 2      |
| Skupaj | Skupaj              | 2     | 2      | 2    | 6      |